# Кошовий Олег Васильович
Оле́г Васи́льович Кошови́й (8 червня 1926, м. Прилуки — 9 лютого 1943, м. Ровеньки) — один з учасників підпільної організації «Молода гвардія», що  існувала в місті Краснодон (нині Сорокине) Луганської області під час Другої світової війни, Герой Радянського Союзу.

## Біографія

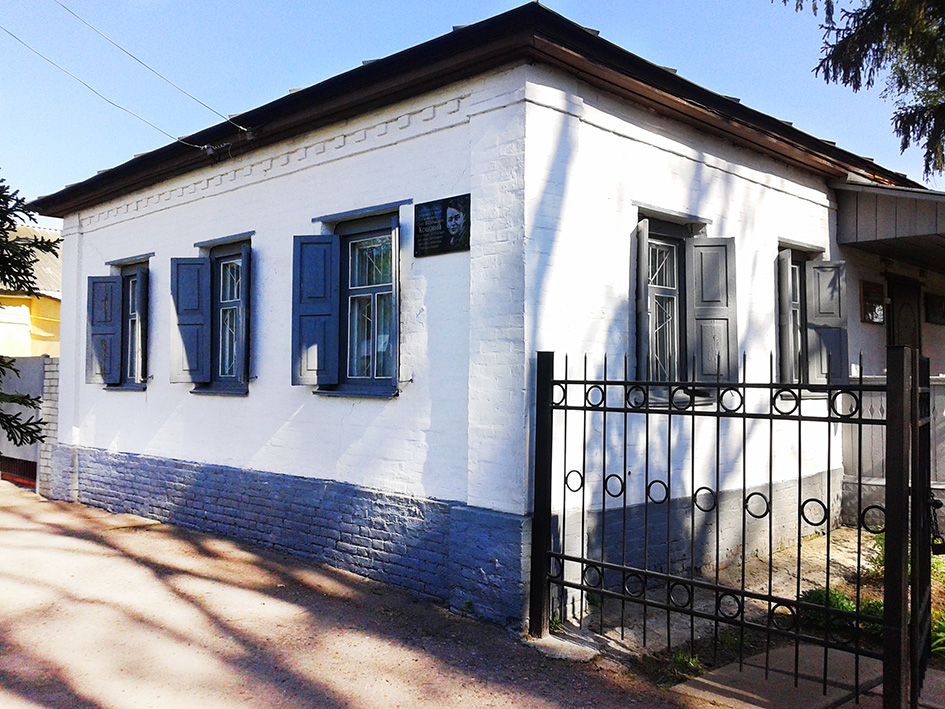
Хата, в якій народився Олег Кошовий. Прилуки

Народився у м. Прилуки, Чернігівської області.
Мати — Кошова (Коростильова) Олена Миколаївна, народилася в селищі Згурівка (нині райцентр Київської області). Переїхала до Прилук, працювала вихователькою у дитячому садку, згодом — його завідувачкою. У 17 років стала дружиною корінного прилучанина, вихідця з давнього козацького роду, бухгалтера Кошового Василя Феодосійовича. У 1932 році родина переїхала до Полтави, потім — до Ржищева.
Олег один рік (1939—1940) навчався у школі № 1 м. Канева, коло старого приміщення якої в 1973 році йому встановлено пам'ятник-погруддя роботи скульптора Олександра Скобликова, а також названа одна із центральних вулиць (попередня назва — бульвар Квітів). У січні 1940 року Кошові переїхали до Краснодона (нині Сорокине).
Наприкінці вересня того ж року була створена підпільна комсомольська організація «Молода гвардія». Олег Кошовий вступив до «Молодої гвардії». Його прийняли у комсомол у грудні 1942 року.
Після пограбування молодогвардійцями авто з різдвяними подарунками для німців, гестапо почало розшук злодіїв і на початку 1943 Олег був заарештований біля міста Ровеньки, куди він втік разом з іншими молодогвардійцями.
Розстріляний 9 лютого 1943 року. 
Після війни нагороджений Золотою медаллю Героя Радянського Союзу посмертно.
Альтернативна версія біографії Олега Кошового наведена в книзі Володимира Подова «Загадки и тайны Молодой гвардии» 

## Вшанування пам'яті
У багатьох містах колишнього СРСР на його честь названо вулиці.
У Болгарії в містечку Големо Бучино є вулиця Олега Кошового.

## Літературний герой
Літературний герой, створений Олександром Фадєєвим у романі «Молода гвардія», потім перенесений до однойменного фільму Сергія Герасимова, а згодом — і до офіційної радянської історіографії, сильно відрізнявся від свого прототипа. Роман Фадєєв написав у стислі терміни на особисте замовлення Сталіна (до 30-річчя Жовтневого перевороту). У час написання письменник жив у матері Олега Олени Миколаївни, і дуже мало спілкувався з родичами інших підпільників.
Під впливом Кошової Фадєєв «призначив» Олега комісаром організації, хоч насправді ним була інша людина — Віктор Третьякевич, якого очорнили, приписавши зраду товаришів гестапівцям, однак у 1959 році офіційного "зрадника", Віктора Третьякевича — реабілітували . У пропагандистському романі він виведений під ім'ям зрадника Євгена Стаховича, що асоціювалося з ім'ям Євгена Павловича Стаховича, керівника українського антифашистського - антибільшовицького підпілля на Донеччині. Фадєєв у «Молодій гвардії» не випадково дав героєві-зраднику ім'я «Євген Стахович», адже особа діяча ОУН Євгена Стахіва була вже відомою Міністерству державної безпеки СРСР. Безглуздість ситуації надавала та обставина, що Євген Стахів не те що молодогвардійцем, навіть комсомольцем ніколи не був. Він організував українське національне патріотичне підпілля на Донбасі, гаслом якого було «Смерть Гітлеру, смерть Сталіну». Стахів спростував наклеп на себе в українській пресі в Америці і пізніше навіть намагався притягнути Фадєєва до суду.